# Хорватське Примор'я

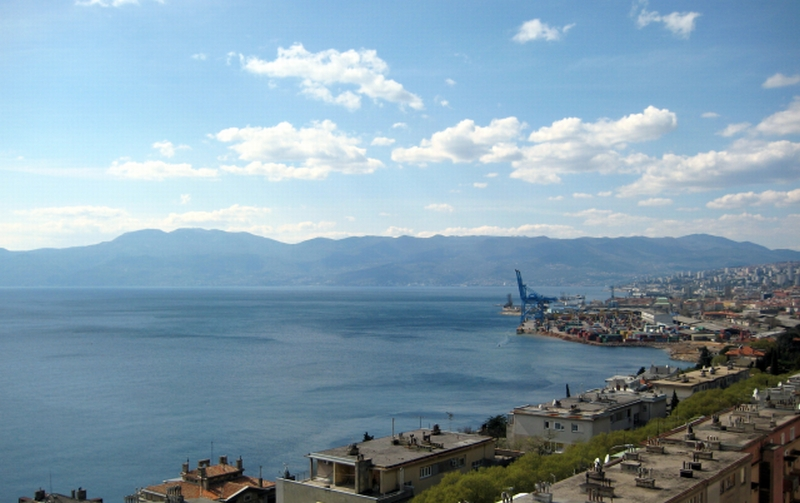
Кварнерське узбережжя біля Рієки

Хорватське Примор'я (хорв. Hrvatsko primorje) — історико-географічний регіон Хорватії, що охоплює головно прибережні землі між традиційною Далмацією на півдні, Гірською Хорватією на півночі та Істрією і Кварнерською затокою Адріатичного моря на заході. Означення «Хорватське Примор'я» виникло у XVIII—XIX сторіччях, відображаючи комплексний розвиток Хорватії в історико-географічному відношенні.

## Історія
Починаючи з античності, в області траплялися часті зміни правителів: над нею владарювали і Римська імперія, і остготи, і лангобарди, і Візантія, і Франкська імперія, і зрештою хорвати, частина істотної історичної спадщини яких походить із цього краю — насамперед, Башчанська плита. Регіон і прилеглі території стали каменем спотикання між великими європейськими державами, включаючи Венеційську республіку, Угорське королівство та Габсбурзьку монархію і Османську імперію, а також Австрію, Першу Французьку імперію, Королівство Італія та Югославію.

## Географія
Хорватське Примор'я — фізико-географічний регіон Хорватії, що охоплює значну частину Приморсько-Горанської жупанії та прибережну частину Лицько-Сенської жупанії. Іноді сюди включають і острів Паг, хоча зазвичай він вважається частиною Далмації. Складовими частинами регіону також вважаються острови Црес, Лошинь, Крк і Раб та інші порівняно невеликі прилеглі острови, що породило альтернативну назву області — Кварнерське Примор'я, або просто Кварнер. Існують різноманітні визначення розмірів «Хорватського Примор'я» і «Кварнерського Примор'я» як географічних понять. Зокрема, вважається, що Кварнерське Примор'я простягається на схід до Сеня або навіть далі на схід. З іншого боку, узвичаєні межі області Кварнер включають Істрію на схід від гори Учка, що робить Кварнер синонімом приморських районів та островів Приморсько-Горанської жупанії.
Острови, що охоплюють 1120 квадратних кілометрів, налічують 39 450 жителів. Більш ніж половина населення регіону проживає в місті Рієка — незмірно великому в масштабах області міському утворенні. Всі інші населені пункти краю відносно невеликі, лише в чотирьох із них населення перевищує 4 тис. осіб: у Цриквениці, Малому Лошині (найбільшому острівному поселенні), Сені та Кострені.